# Bize (Haute-Marne)
Bize település Franciaországban, Haute-Marne megyében. Lakosainak száma 80 fő (2022. január 1.). Bize Maizières-sur-Amance, Anrosey és Arbigny-sous-Varennes községekkel határos.

## Népesség
A település népességének változása:
| Lakosok száma | 59   | 56   | 44   | 79   | 87   | 90   | 92   | 85   | 82   | 80   |
|               | 1968 | 1982 | 1990 | 2006 | 2013 | 2015 | 2017 | 2019 | 2020 | 2022 |